# Кућа породице Ђурђић
Кућа породице Ђурђић се налази у Дудовици, насељеном месту на територији градске општине Лазаревац. Подигнута је у другој половини 19. века и представља непокретно културно добро као споменик културе, која употребљеним материјалом и градитељским умећем представља највише домете народног неимарства тог периода.
Добра организација простора унутар куће и изванредна прилагодљивост терену под великим падом, као и оријентација улазних врата у саму кућу и подрум, омогућавају добру комуникацију, како у унутрашњем простору, тако и са некадашњим помоћним зградама у оквиру окућнице. Храстова грађа изузетног квалитета, коришћена за кровну и међуспратну конструкцију, као и шашовац у подрумском делу и затворено огњиште са дрвеним вратима, занатски добро изведено, дају ентеријеру ове куће готово луксузан изглед.